# Пик, Уитни
Уитни Пик (англ. Whitney Peak; род. 28 января 2003, Кампала) — угандо-канадская актриса. Она снялась в телесериале «Сплетница» на HBO Max (2021–2023). Среди других её работ — телесериал на Apple TV+ «Домой до темноты» (2020), телесериал на Netflix «Леденящие душу приключения Сабрины» (2019–2020) и фильм Disney+ «Фокус-покус 2» (2022). Она сыграет Ленор Дав Бэйрд в предстоящем фильме «Голодные игры: Рассвет жатвы» (2026).

## Ранние годы и образование
Родилась в Кампале в 2003 году. Пик — младшая дочь парикмахера из Уганды и канадского пилота и инженера. Она училась в школе Хилсайд Нааля, была профессиональным пловцом и путешествовала с отцом в детстве. Её семья переехала в Канаду в 2012 году, поселившись в Порт-Коквитламе, провинция Британская Колумбия, где Пик перешла в государственную школу, включая среднюю школу Терри Фокса.

## Карьера модели
В 2021 году Пик была назначена послом бренда Chanel в США. В 2023 году Пик была назначена лицом аромата Coco Mademoiselle от Chanel.

## Фильмография
| Год       |   | Русское название                   | Оригинальное название                    | Роль            |
| --------- | - | ---------------------------------- | ---------------------------------------- | --------------- |
| 2017      | ф | Большая игра                       | Molly's Game                             | Стелла          |
| 2018      | с | Легенды завтрашнего дня            | Legends of Tomorrow                      | Ленис           |
| 2019—2020 | с | Леденящие душу приключения Сабрины | Chilling Adventures of Sabrina           | Джудит Блэквуд  |
| 2019      | с | Я — зомби                          | iZombie                                  | студентка       |
| 2020      | с | Домой до темноты                   | Home Before Dark                         | Альфа Джессика  |
| 2021—2023 | с | Сплетница                          | Gossip Girl                              | Зоя Лотт        |
| 2022      | ф | Фокус-покус 2                      | Hocus Pocus 2                            | Бекка           |
| 2025      | ф | Песочный человек                   | Eye for an Eye                           | Анна            |
| 2025      | ф | Притон                             | Trap House                               | TBA             |
| 2025      | ф | Четверо детей заходят в банк       | 4 Kids Walk Into a Bank                  | Джони Джей      |
| 2026      | ф | Дрожь                              | Shiver                                   | TBA             |
| 2026      | ф | Голодные игры: Рассвет жатвы       | The Hunger Games: Sunrise on the Reaping | Ленор Дав Бэйрд |

### Музыкальные видеоклипы
| Год  | Песня    | Артист            | Прим.  |
| ---- | -------- | ----------------- | ------ |
| 2022 | Nonsense | Сабрина Карпентер | [ 13 ] |